# Wivine N'Landu Kavidi
Wivine N'Landu Kavidi est une poétesse et femme politique de la République démocratique du Congo.

## Biographie
Wivine N'Landu Kavidi  a occupé plusieurs postes importants dans l'administration du pays, notamment directrice des recherches au Centre national des recherches scientifique (CNRS), conseillère principale pour les Affaires sociales et culturelles. En août 1980, sous la présidence de Mobutu Sese Seko, elle est nommée secrétaire générale à la Condition féminine puis devient en 1996, ministre de la Coopération internationale avant de s'exiler en Afrique du Sud en 1997 à la montée de Laurent Kabila. Elle est l'épouse de Jean Nguza Karl-I-Bond et la fille d'Edmond Nzeza-Nlandu, fondateur de l'Alliance des Bakongo (ABAKO).
En tant qu'auteure, elle est connue pour sa collection Leurres et lueurs. Le 4 avril 2006, elle se présente comme candidate du parti Union pour la défense de la République (UDR) à l'élection présidentielle. Marie-Thérèse Nlandu, membre de sa famille, se présente aussi comme candidate, mais pour le parti Congo-Pax.